# Svämmossa
Svämmossa (Myrinia pulvinata) är en bladmossart som beskrevs av W. P. Schimper 1860. Enligt Catalogue of Life ingår Svämmossa i släktet Myrinia och familjen Fabroniaceae, men enligt Dyntaxa är tillhörigheten istället släktet Myrinia och familjen Myriniaceae. Enligt den finländska rödlistan är arten nära hotad i Finland. Enligt den svenska rödlistan är arten sårbar i Sverige. Arten förekommer i Götaland, Svealand, Nedre Norrland och Övre Norrland. Artens livsmiljö är öppna översvämningsstränder med finsediment vid sötvatten. Inga underarter finns listade i Catalogue of Life.